# جوزپه میمونه
جوزپه میمونه (انگلیسی: Giuseppe Maimone؛ زادهٔ ۲ مارس ۱۹۹۴) بازیکن فوتبال است.
از باشگاه‌هایی که در آن بازی کرده‌است می‌توان به باشگاه فوتبال رجینا و باشگاه فوتبال لچه اشاره کرد.